# Ordunek Gorny

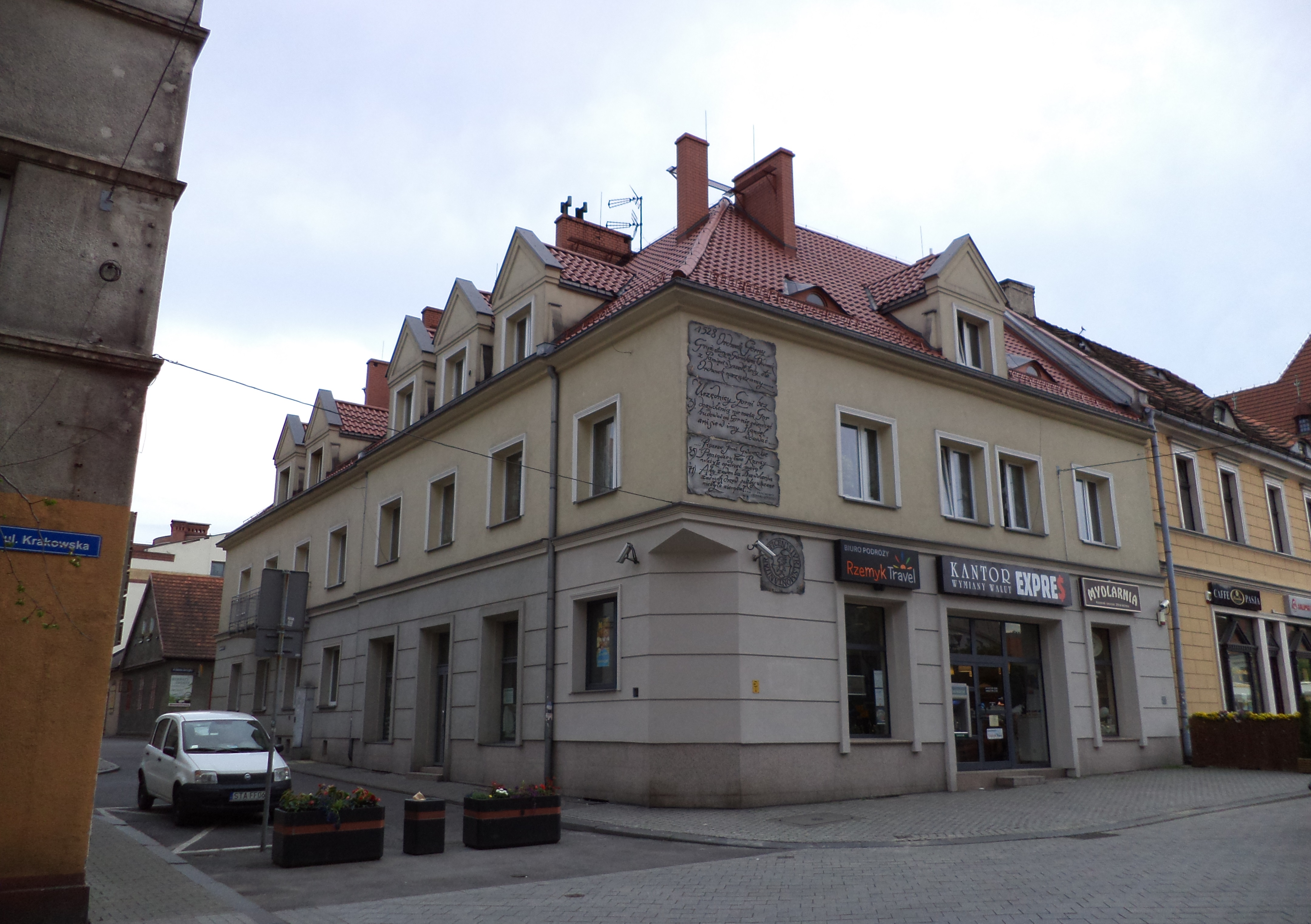
Fragment ordunku gornego na fasadzie budynku przy tarnogórskim Rynku

Ordunek Gorny (niem. Bergordnung, czes. Horní řád) – przywilej górniczy księcia opolskiego Jana II Dobrego i margrabiego brandenburskiego, księcia karniowskiego Jerzego Pobożnego Hohenzollern-Ansbach. Był drugim przywilejem górniczym Jana II Dobrego i Jerzego Pobożnego (Georg der Fromme), po akcie wolności górniczej (czes. důlní řád) z 30 kwietnia 1526 roku.
„Ordunek Gorny” wydany został w Opolu 16 i 18 listopada 1528 roku w języku czeskim, niemieckim i polskim. Dokument, zawierający 72 artykuły, był przywilejem gwareckim, który regulował warunki pracy i płacy w kopalniach srebra i ołowiu. Miał on na celu rozwój górnictwa kruszcowego na Górnym Śląsku. W zamian za przywileje dla miast i gwarków, książęta otrzymywali część zysków z kopalni.
Wtedy również powstały Tarnowskie Góry (czes. Tarnovské Hory, niem. Tarnowitz), które dzięki dwóm przywilejom z 1526 i 1528 r. stały się jednym z większych miast Górnego Śląska.